# Early Wynn
Early Wynn Jr. (6 de enero de 1920 - 4 de abril de 1999) fue un jugador de béisbol de Estados Unidos que actuó como lanzador en las Grandes Ligas. Durante su carrera de 25 temporadas actuó para los Washington Senators, Cleveland Indians y Chicago White Sox. Fue incluido en el Salón de la Fama en 1972.

## Carrera en Grandes Ligas
Wynn lideró la Liga Americana en innings lanzados en tres ocasiones (1951, 1954, 1959), además de imponer el récord de la Liga de más años como lanzador (23). Wynn, ganó en total 300 partidos en Grandes Ligas, logrando 5 temporadas de 20 victorias, acumuló en su carrera 2,334 ponches, 290 juegos completos, 49 lechadas (partidos sin permitir carreras) y 4,556 innings lanzados, intervino en total en 691 partidos, durante su extensa trayectoria.
En 1958, Wynn se convirtió en el primer lanzador de Grandes Ligas en liderar la liga en ponches en años consecutivos con diferentes equipos (184 con Cleveland, 189 con Chicago). Durante esa década, logró más ponches (1,544) que cualquier otro pitcher las mayores, siendo igualmente muy capaz al bate. Como bateador ambidiestro, Wynn promedió .270 o más en cinco temporadas, terminando su carrera con un promedio de .214 (365 de 1,704), con 17 cuadrangulares y 173 carreras impulsadas.
En 1963 retornó a Cleveland para su última temporada, en esa campaña logró su victoria número 300, luego de fallar en conseguir la marca en siete aperturas durante nueve meses entre 1962 y 1963. Tanto el número de aperturas como el tiempo transcurrido, son los mayores para un lanzador entre la victoria 299 y la 300.
En 1999, Wynn quedó en el puesto 100 de la lista de los 100 mejores jugadores de béisbol de la historia (100 Greatest Baseball Players) publicada por “The Sporting News” y fue nominado como finalista del Juego de la Centuria de las Grandes Ligas (Major League Baseball All-Century Team).